# Immanuelkirche (Königstein im Taunus)

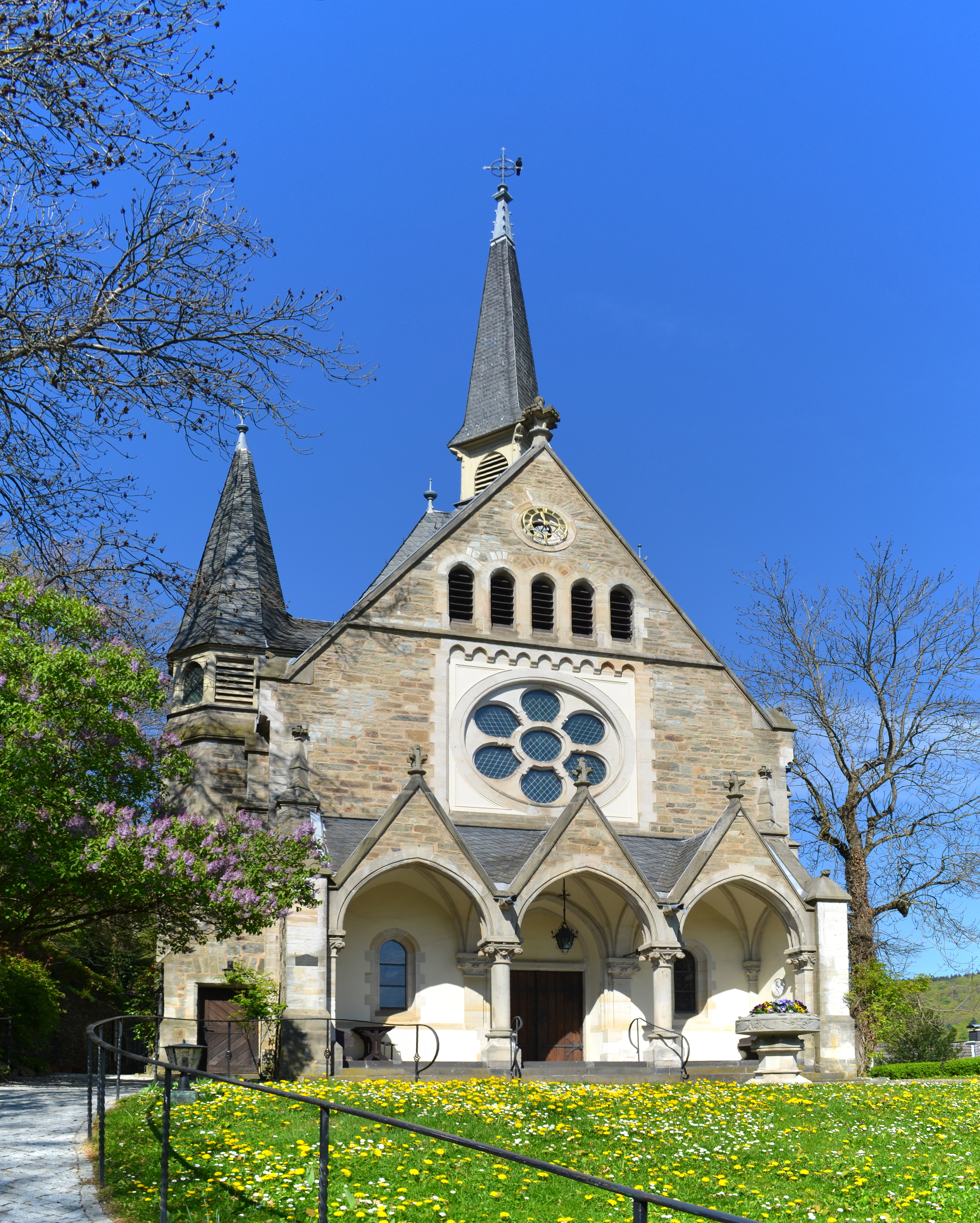
Immanuelkirche (Königstein im Taunus)

Die Evangelische Immanuelkirche ist ein denkmalgeschütztes Kirchengebäude, das in Königstein im Taunus im Hochtaunuskreis in Hessen steht. Die Kirchengemeinde gehört zum Dekanat Kronberg in der Propstei Rhein-Main der Evangelischen Kirche in Hessen und Nassau.

## Beschreibung
Die neugotische Saalkirche wurde 1887/88 nach einem Entwurf von Ludwig Hofmann gebaut. Sie diente zunächst den Angehörigen des Hauses Nassau als Hofkirche. Herzog Adolph und Herzogin Adelheid-Marie haben zur Kirchenausstattung beigetragen. Sie schenkten der Kirche die Bilder für die Brüstungen der Kanzel und der Emporen und die Kirchenglocken und die Kronleuchter. Vor der mit einem Ochsenauge verzierten Fassade in Breite des Kirchenschiffs befinden sich im Osten drei Arkaden, die von Wimpergen bekrönt sind. Im mittleren ist das Portal.
Der Innenraum hat im Westen eine Empore, auf der die Orgel steht. Sie hat 23 Register, zwei Manuale und ein Pedal und wurde 1971 von der Orgelbau Oberlinger gebaut und 1998 vergrößert und restauriert.

## Glocken
Die zwei größeren Glocken des Dreiergeläuts von 1888 mussten im Ersten Weltkrieg abgeliefert werden und wurden eingeschmolzen. Nach dem Krieg wurden neue Glocken ergänzt. Aber auch dieses Dreiergeläut wurde im Zweiten Weltkrieg eingeschmolzen. 1955 wurde ein Vierergeläut von der Glocken- und Kunstgießerei Rincker erworben und 1963 und 1965 jeweils durch eine weitere Glocke (von Schilling, Heidelberg) ergänzt. Das Sechsergeläut wird seit 1975 durch Hämmer als Glockenspiel angeschlagen.

## Außenbereich
Im Außenbereich neben der Kirche befindet sich eine Gedenkstätte. Die Gedenkplatte mit den Namen der im Ersten Weltkrieg gefallenen Gemeindemitgliedern war vorher an der inneren Langwand angebracht. Der Christuskopf an der Tafel wurde von Ferdinand Liebermann entworfen und von Gebrüder Rincker in Sinn gegossen.

## Geschichte
In Königstein war unter der Herrschaft Stolberg 1535 die Reformation eingeführt, aber bereits 1603 nach dem Übergang an Kurmainz wurde der Ort wieder katholisch und blieb dies auch (von einem Intermezzo während der schwedischen Besetzung im Dreißigjährigen Krieg 1632–35) bis zum Ende des HRR. 1803 kam Königstein im Rahmen des Reichsdeputationshauptschlusses 1803 an das Herzogtum Nassau. Die etwa 20 evangelisch Gläubigen der Stadt pfarrten damals nach Kronberg im Taunus. Im 19. Jahrhundert wuchs die Zahl der Protestanten in Königstein. Erst 1869 wurden wieder evangelische Gottesdienste in Königstein abgehalten. Diese fanden zunächst in der herzoglichen Residenz und ab 1875 im Schulhaus statt. Im Jahr 1878 gab es in Königstein etwa 150 evangelische Gläubige. Diese bildeten eine Filialgemeinde der Kronberger Kirchengemeinde. Nach dem Bau der Kirche 1887/88 wurde diese Filialgemeinde 1894 zu einer selbstständigen Pfarrgemeinde erhoben. 1908 wurde das Evangelische Pfarrhaus (Burgweg 16) und 1912 das Evangelische Gemeindehaus/Herzogin Adelheid-Stift (Burgweg 14) erbaut. Beide Gebäude stehen ebenfalls unter Denkmalschutz. Von 1927 bis 1968 gehörte die Evangelische Kirchengemeinde Schneidhain und von 1964 bis 1968 die Evangelische Kirchengemeinde Falkenstein zur Königsteiner Gemeinde. Seit 1972 trägt die Kirche den Namen Immanuel-Kirche.